# Kirche von Vänge (Gotland)

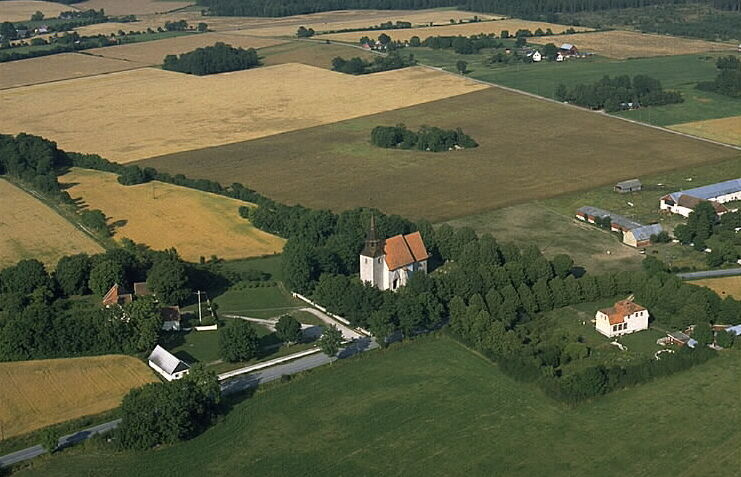
Luftbild der Kirche von Vänge

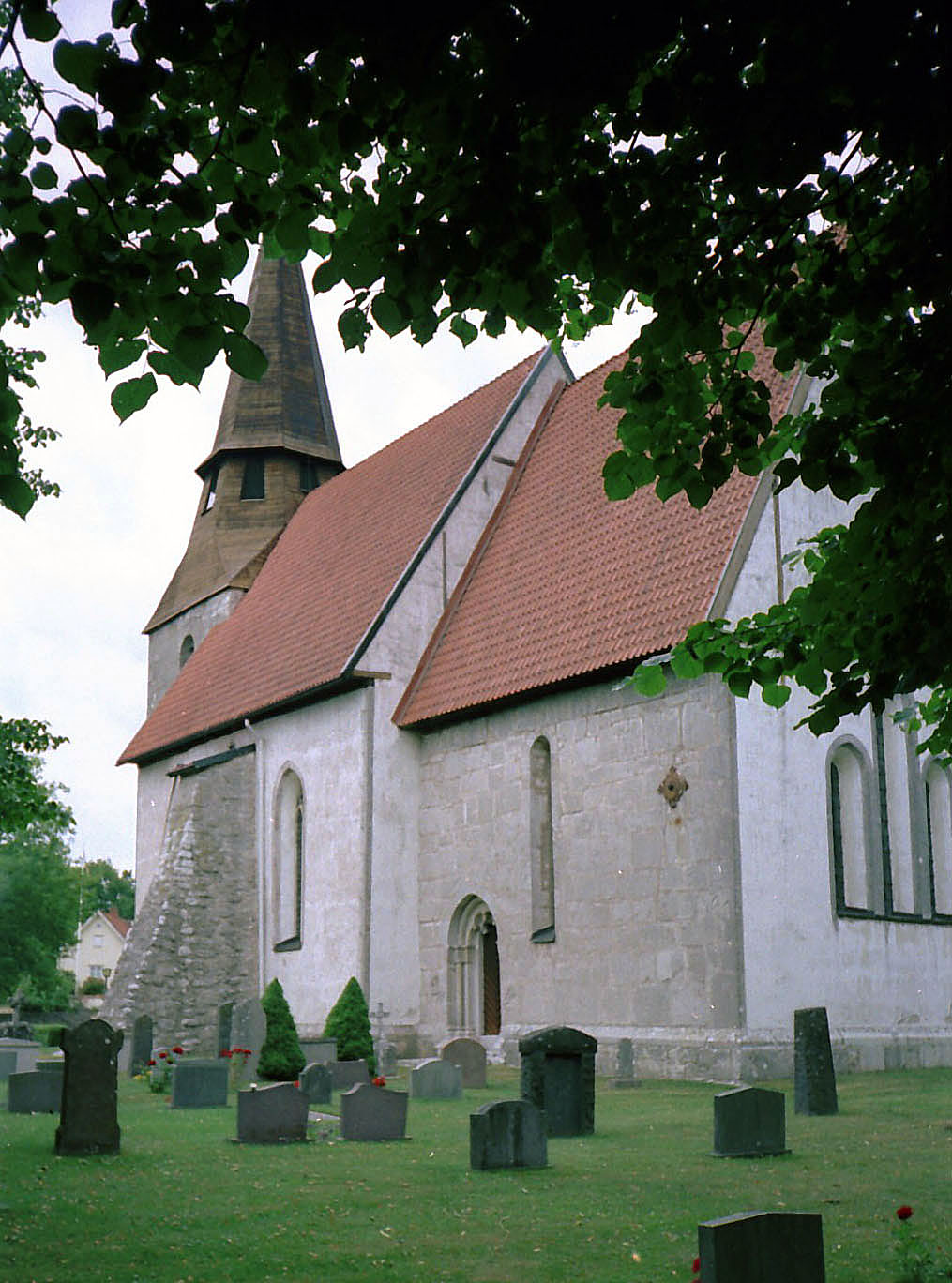
Gesamtsicht der Kirche von Vänge

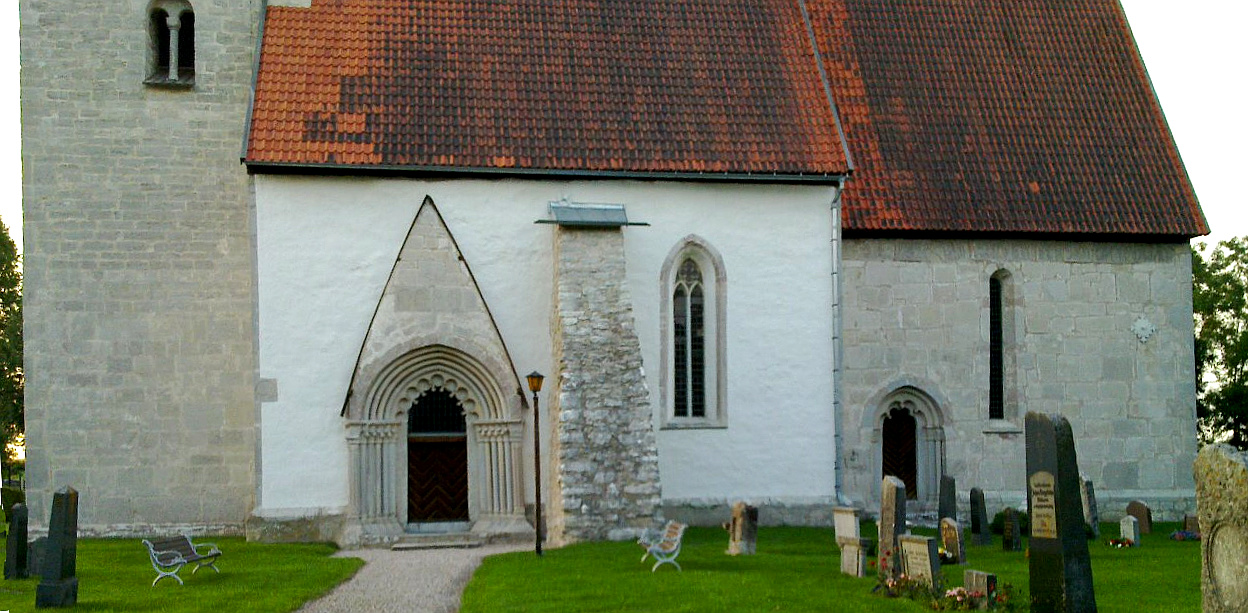
Turm, Langhaus (weiß) und Chor der Kirche von Vänge.

Die Kirche von Vänge (schwedisch Vänge kyrka) ist eine im 12. Jahrhundert eingeweihte Landkirche auf der schwedischen Insel Gotland. Sie gehört zur Kirchengemeinde (schwedisch församling) Vänge im Bistum Visby.

## Lage
Die Kirche liegt im westlichen Landesinnern von Gotland, 24 km südöstlich von Visby und 6,5 km südöstlich von Roma.

## Kirchengebäude
Die Kirche wurde im Mittelalter aus Stein gebaut. Der Grundriss besteht aus einem rechteckigen Langhaus, einem schmaleren, gerade abgeschlossenen Chor im Osten, einem Kirchturm im Westen und einer im Norden angebauten Sakristei. Der Turm wurde ursprünglich zu einer romanischen Kernkirche um das Jahr 1200 herum gebaut. In der zweiten Hälfte des 13. Jahrhunderts wurde das heutige Langhaus und der Chor gebaut. Die Sakristei folgte erst 1866 nach Plänen des Architekten A. W. Lundberg. Die drei kräftigen Strebewerke im Norden und im Süden kamen vermutlich vor dem 18. Jahrhundert dazu. Die ältere Kirche war, wie die Kirchen in Hogrän und Väte, eine so genannte „ikonische Kirche“ (schwedisch „ikonisk kyrka“). Von ihr sind in der Südfassade des Chors eingemauerte Reliefsteine erhalten, die Byzantios zugeschrieben werden. Die Grundmauern der älteren Kirche wurden bei der vom Architekten Erik Fant geleiteten Restaurierung von 1947 bis 1950 gefunden. Die Baugeschichte spiegelt sich deutlich im Äußeren der Kirche, wo der romanische Turm unproportional klein gegenüber dem gotischen Langhaus wirkt. Der Turm wird durch eine achteckige Spitze gekrönt, die eine Glockenebene unter einem Schirmdach enthält. Das Langhaus und der etwas niedrigere Chor sind jeweils durch ein steiles Satteldach gedeckt. Die Kirche hat vier Portale, von denen das südliche Langhausportal die reichhaltigste Gestaltung aufweist. Unter anderem sind Reliefsteine der älteren Kirche im Wimperg eingemauert. Die Fensteröffnungen haben ihre ursprüngliche längliche und schmale Form behalten. Das einschiffige Langhaus ist von innen durch zwei Kreuzgewölbe gedeckt, die durch einen breiten Gurtbogen voneinander getrennt sind. Ein weiter, spitzer Triumphbogen führt in den Chor mit seiner Dreierfenstergruppe im Osten. Im Westen führt eine kleinere Maueröffnung in den Turmraum. Der Chor und der Turmraum sind jeweils durch ein Kreuzgewölbe gedeckt. Im Chor sind Kalkmalereien aus dem 14. Jahrhundert zu sehen.

## Ausstattung
- Der Taufstein aus gehauenem Stein ist sehr gut erhalten.  Er wurde im 12. Jahrhundert vom Meister Hegwald gefertigt.
- Das Triumphkreuz aus dem 12. Jahrhundert ist auf einem Kreuz aus dem 13. Jahrhundert befestigt.
- Die Kanzel wurde 1777 von Nils Fries aufgestellt und 1778 von Johan Weller bemalt.
- Die Orgel wurde 1957 von Nils Hammarberg aus Göteborg gebaut.